# Els Hostalets de Balenyà
Els Hostalets de Balenyà és una entitat de població del municipi de Balenyà, Osona. En el cens de 2020 tenia 3.840 habitants i és el cap del municipi de Balenyà.
El nom d'Hostalets procedeix dels petits hostals que es trobaven a peu del camí ral de Vic a Barcelona, al voltant dels quals es va començar a crear un petit nucli de població (apareix citat com a poble per primera vegada als voltants de 1553). El nucli antic d'Hostalets de Balenyà correspon al santuari de la Mare de Déu de l'Ajuda i a les masies del voltant. Fins a l'any 1991, els Hostalets de Balenyà era el nom oficial del municipi conegut en l'actualitat administrativament com a Balenyà.

### Fills destacats
Carles Capdevila i Plandiura (1965 - 2017), periodista, guionista, fou el primer director del diari Ara.